# Callicebus baptista
Il callicebo del lago Baptista (Callicebus baptista Lönnberg, 1939) è un primate platirrino della famiglia dei Pitecidi.
Veniva un tempo considerato una sottospecie di Callicebus hoffmannsi (Callicebus hoffmannsi baptista): al giorno d'oggi, tuttavia, la maggior parte degli studiosi è più propensa a considerare questi animali come facenti parte di una specie a sé stante.
La specie è endemica di una stretta fascia di foresta amazzonica del Brasile centrale, sulla sponda orientale del Rio Purus, lungo la parte terminale del suo corso, fino all'immissione del fiume nel Rio delle Amazzoni ed alla città di Manaus.
Si tratta di animali diurni, che vivono in gruppi familiari capitanati da una coppia riproduttrice, mentre gli altri membri sono solitamente figli di vari parti della coppia: siccome la femmina partorisce un solo cucciolo l'anno ed attorno ai tre anni i cuccioli raggiungono la piena maturità e tendono a lasciare il gruppo natìo per tentare di costruirsene uno proprio, può essere facilmente intuito che i gruppi di questi animali raramente hanno una consistenza superiore alle cinque unità.

Ciascun gruppo delimita un proprio territorio, nel difendere il quale si dimostra molto accanito, anche se sono assai rari episodi di scontri violenti, per arrivare ai quali si deve prima passare attraverso una serie di vocalizzazioni territoriali e di combattimenti mimati.
Questi animali hanno dieta onnivora, nella quale è tuttavia preponderante la componente frugivora: preferiscono in particolare frutti di piccole dimensioni, ben maturi e non eccessivamente coriacei. Non disdegnano tuttavia di mangiare insetti, uova e piccoli vertebrati, qualora se ne presenti l'occasione.
Come ricordato in precedenza, la femmina partorisce una sola volta l'anno, dando alla luce un unico cucciolo, il quale viene accudito per la maggior parte del tempo dal maschio: quest'ultimo lascia il cucciolo alla femmina solo per la poppata, ed a causa delle grosse dimensioni della progenie, non è raro che rimanga indietro durante gli spostamenti del gruppo.
Sebbene questa specie abbia una area geografica imitata, è relativamente ben protetta dall'isolamento dalle aree di colonizzazione umana. Al momento non ci sono grandi minacce.